# Emile Smith Rowe
Emile Smith Rowe (Croydon, 2000. július 28. –) angol labdarúgó, posztját tekintve középpályás, jelenleg a Fulham játékosa.

## Pályafutása

### Klub

#### Arsenal
Smith Rowe a pályafutását az Arsenal akadémiáján kezdte, ahol végig járta a ranglétrát, a 2018–2019-es szezonban az U21-es csapattal megnyerte a bajnokságot. Szintén ebben az évben Smith Rowe debütált a felnőtt együttesben is. 2018 szeptember 26-án lépett először pályára a 3–1-gyel záruló Brentford elleni Ligakupa mérkőzésen, Unai Emery a 64. percig szavazott neki bizalmat, a helyére Alexandre Lacazette érkezett csereként. 2018. október 31-én szintén Ligakupa mérkőzésen kapott szerepet, méghozzá ezúttal is kezdőként a Blackpool csapata ellen az Emirates-ben. A találkozó 50. percében megszerezte első gólját az Arsenal színeiben, csapata pedig ismét továbbjutott, ezúttal 2–1-es eredmény született az Ágyúsok javára. Smith Rowe egyébként ezúttal sem játszotta végig az összecsapást, a 73. percben Alex Iwobi váltotta. A fiatal angol játékos bemutatkozott nemzetközi porondon is, Emery az Európa-liga csoportmérkőzésein szavazott neki bizalmat, a Vorszkla elleni találkozón debütált a sorozatban, Iwobi cseréjeként szállt be a játékba a 70. percben hazai pályán, a mérközést a londoni együttes nyerte 4–2 arányban. Október 4-én a Qarabağ elleni idegenbeli mérkőzésen kezdőként szerepelt ls gólt is lőtt az azerieknek az 53. percben, a 65.-ben pedig Mesut Özil váltotta. A Sporting Lisszabon elleni gólnélküli döntetlennel záruló hazai pályán játszott mérkőzést Smith Rowe végigjátszotta november 8-án, ahogyan a Vorszkla elleni november 29-i visszavágót is, amelyen ismét gólt szerzett.

#### RB Leipzig (kölcsönben)
A játékosra időközben felfigyelt a Bundesligában szereplő RB Leipzig együttese és 2019. január 31-én kölcsönben megszerezték. Azonban nem tudta beverekdeni magát a kezdőcsapatba, így összesen az ősz folyamán 3 bajnoki mérkőzésen kapott lehetőséget, amelyeken összesen 26 percnyi játékidő jutott neki. Április 13-án debütált a Wolfsburg elleni találkozón, amelyet csapata 2–0-ra nyert, ő azonban mindössze 1 percnyi játékidőt kapott, ahogyan május 11-én a Bayern München ellen is az utolsó minutumra léphetett pályára, ezen a mérkőzésen csapata gólnélküli döntetlent játszott, az utolsó fordulóban a Werder Brementől pedig kikaptak a Lipcseiek 2–1-re, ezen a meccsen is csereként lépett pályára és 24 percet játszott.

#### Ismét az Arsenalnál
2019 nyarán visszatért a Lipcse csapatától a nevelőegyesületéhez és bemutatkozott a Premier League-ben is, tavasszal két bajnokin és három Európa Liga mérkőzésen szerepelt valamint egy Nottingham Foresttel szemben vívott hazai 5–0-s kiütéses sikert hozó találkozón is pályára lépett, mégpedig kezdőként, azonban a szünetben sérülés miatt Bukayo Saka érkezett a helyére. A PL-ben 2019. december 15-én lépett először pályára a Manchester City gárdája ellen, a mérkőzés a Manchesteri kékek 3-0-s sikerével zárult Smith Rowe pedig csereként lépett a pályára az 59. percben, Mesut Özilt váltva. Hat nappal később az Everton elleni 0–0-s mérkőzésen kezdőként játszott egészen a 66. percig, amikor az Ágyúsok megbízott vezetőedzője Freddie Ljungberg Joe Willock-ot küldte be a helyére.

#### Huddersfield Town (kölcsönben)
2020. január 10-én a több játéklehetőség reményében kölcsönben a Championshipben szereplő Huddersfield Town csapatához került a szezon hátralévő részére. Új csapatában január 18-án debütált egy Brentford elleni bajnoki találkozón, kezdőként lépett pályára, a mérkőzés végül gólnélküli döntetlennel zárult.

### A válogatottban
Emile Smith Rowe 15 éves korától végigjárta a korosztályos nemzeti csapatokat. 2015. augusztus 16-án debütált az U16-os csapatban, első góljait pedig az U17-ben szerezte, a 2017-es U17-es labdarúgó-világbajnokságot pedig csapata meg is nyerte, Smith Rowe a torna során 3 mérkőzésen kapott összesen 28 percnyi szerepet, ezeken pedig 1 gólpasszt jegyzett. Jelenleg az U20-as Angol együttes tagja.

## Statisztikái

### Klubcsapatokban
Legutóbb 2020. október 28-án lett frissítve.
| Klub              | Szezon           | Bajnokság        | Bajnokság  | Bajnokság | Nemzeti kupa | Nemzeti kupa | Ligakupa   | Ligakupa | Európai kupa | Európai kupa | Összesen   | Összesen |
| Klub              | Szezon           | Osztály          | Mérkőzések | Gólok     | Mérkőzések   | Gólok        | Mérkőzések | Gólok    | Mérkőzések   | Gólok        | Mérkőzések | Gólok    |
| ----------------- | ---------------- | ---------------- | ---------- | --------- | ------------ | ------------ | ---------- | -------- | ------------ | ------------ | ---------- | -------- |
| Arsenal           | 2018–2019        | Premier League   | 0          | 0         | 0            | 0            | 2          | 1        | 4            | 2            | 6          | 3        |
| Arsenal           | 2019–2020        | Premier League   | 2          | 0         | 0            | 0            | 1          | 0        | 3            | 0            | 6          | 0        |
| Arsenal           | 2020–2021        | Premier League   | 5          | 0         | 1            | 1            | 1          | 0        | 3            | 1            | 10         | 2        |
| Arsenal           | Összesen         | Összesen         | 7          | 0         | 1            | 1            | 4          | 1        | 10           | 1            | 22         | 5        |
| RB Leipzig        | 2018–2019        | Bundesliga       | 3          | 0         | 0            | 0            | 0          | 0        | 0            | 0            | 3          | 0        |
| RB Leipzig        | Összesen         | Összesen         | 3          | 0         | 0            | 0            | 0          | 0        | 0            | 0            | 3          | 0        |
| Huddersfield Town | 2019–2020        | Championship     | 19         | 2         | 0            | 0            | 0          | 0        | 0            | 0            | 19         | 2        |
| Huddersfield Town | Összesen         | Összesen         | 19         | 2         | 0            | 0            | 0          | 0        | 0            | 0            | 19         | 2        |
| Karrier Összesen  | Karrier Összesen | Karrier Összesen | 29         | 2         | 1            | 0            | 4          | 1        | 10           | 1            | 44         | 7        |

## Sikerek és díjak
Anglia – Utánpótlás válogatottak
- Anglia U17 - 2017-es U17-es labdarúgó-világbajnokság győztese
- U21-es Európa-bajnokság: 2023

Arsenal
- Arsenal U21 - Premier League győztes 2017/18